# Alfredo Napoleão
Alfredo Napoleão (Porto, Portugal, 1852 - 1917) fou un compositor i pianista portuguès.
Era fill d'un professor de música oriünd de Milà, que s'establí a Portugal, i germà d'Arthur i Aníbal, tots dos compositors i intèrprets de música.
Com tots els seus germans es dedicà exitosament al piano, i el 1869 es presentà davant el públic de Rio de Janeiro, recollint molts aplaudiments; després va romandre sis anys a Montevideo i Buenos Aires, dedicat a l'ensenyança, tornant el 1879 al Brasil.
Posteriorment feu concerts a Portugal, Londres i París. Realitzà altres excursions artístiques al Sud d'Amèrica i el 1899 fixà definitivament la residència en la seva terra natal.
Entre les seves composicions hi figuren:
- Phantasia sobre o Rigoleto,
- Variaçôes sobre o Carnaval de Veneza,
- Polonaise, per a pianoi orquestra.
- Diversos Concerts.
- Tableaux, Suite.
- Ouvertoure symphonique, per a gran orquestra.
- Estudes classicos,
- Pêle-mêle.
- Sonates, romances, etc.